# Lista över fornlämningar i Borgholms kommun (Högby)
Lista över fornlämningar i Borgholms kommun (Högby) är en förteckning av ett urval av de fornlämningar som finns i Högby i Borgholms kommun.
| Namn                            | Lämningstyp                      | Tillkomsttid | Historisk indelning | Plats | Läge                 | ID-nr          | Bild                                      |
| ------------------------------- | -------------------------------- | ------------ | ------------------- | ----- | -------------------- | -------------- | ----------------------------------------- |
| Högby 2:1                       | Gravfält                         |              | Högby, Öland        |       | 57.182727, 17.054190 | 10082200020001 | Ladda upp en bild av detta fornminne      |
| Högby 3:1                       | Grav markerad av sten/block      |              | Högby, Öland        |       | 57.196282, 17.058550 | 10082200030001 | Ladda upp en bild av detta fornminne      |
| Högby 4:1                       | Stensättning                     |              | Högby, Öland        |       | 57.200754, 17.041706 | 10082200040001 | Ladda upp en bild av detta fornminne      |
| Högby 5:1                       | Husgrund, förhistorisk/medeltida |              | Högby, Öland        |       | 57.198142, 17.040862 | 10082200050001 | Ladda upp en bild av detta fornminne      |
| Högby 6:1                       | Stensättning                     |              | Högby, Öland        |       | 57.193119, 17.041151 | 10082200060001 | Ladda upp en bild av detta fornminne      |
| Högby 6:2                       | Grav markerad av sten/block      |              | Högby, Öland        |       | 57.193010, 17.041040 | 10082200060002 | Ladda upp en bild av detta fornminne      |
| Högby 6:3                       | Grav markerad av sten/block      |              | Högby, Öland        |       | 57.193261, 17.040752 | 10082200060003 | Ladda upp en bild av detta fornminne      |
| Högby 6:4                       | Grav markerad av sten/block      |              | Högby, Öland        |       | 57.193306, 17.040885 | 10082200060004 | Ladda upp en bild av detta fornminne      |
| Högby 6:5                       | Grav markerad av sten/block      |              | Högby, Öland        |       | 57.193390, 17.040542 | 10082200060005 | Ladda upp en bild av detta fornminne      |
| Högby 6:6                       | Grav markerad av sten/block      |              | Högby, Öland        |       | 57.193435, 17.040466 | 10082200060006 | Ladda upp en bild av detta fornminne      |
| Högby 6:7                       | Grav markerad av sten/block      |              | Högby, Öland        |       | 57.193483, 17.040571 | 10082200060007 | Ladda upp en bild av detta fornminne      |
| Högby 7:1                       | Grav markerad av sten/block      |              | Högby, Öland        |       | 57.192761, 17.040051 | 10082200070001 | Ladda upp en bild av detta fornminne      |
| Högby 7:2                       | Grav markerad av sten/block      |              | Högby, Öland        |       | 57.192700, 17.040082 | 10082200070002 | Ladda upp en bild av detta fornminne      |
| Högby 8:1                       | Gravfält                         |              | Högby, Öland        |       | 57.192241, 17.038716 | 10082200080001 | Ladda upp en bild av detta fornminne      |
| Maliugn (kalkugnen) (Högby 9:1) | Gravfält                         |              | Högby, Öland        |       | 57.191963, 17.040185 | 10082200090001 | Ladda upp en bild av detta fornminne      |
| Högby 10:1                      | Husgrund, förhistorisk/medeltida |              | Högby, Öland        |       | 57.193101, 17.036810 | 10082200100001 | Ladda upp en bild av detta fornminne      |
| Högby 11:1                      | Grav markerad av sten/block      |              | Högby, Öland        |       | 57.190123, 17.025716 | 10082200110001 | Ladda upp en bild av detta fornminne      |
| Högby 12:1                      | Husgrund, förhistorisk/medeltida |              | Högby, Öland        |       | 57.198129, 17.028142 | 10082200120001 | Ladda upp en bild av detta fornminne      |
| Högby 12:2                      | Husgrund, förhistorisk/medeltida |              | Högby, Öland        |       | 57.198328, 17.028371 | 10082200120002 | Ladda upp en bild av detta fornminne      |
| Högby 13:1                      | Gravfält                         |              | Högby, Öland        |       | 57.198035, 17.027288 | 10082200130001 | Ladda upp en bild av detta fornminne      |
| Högby 14:1                      | Stensättning                     |              | Högby, Öland        |       | 57.206694, 17.048084 | 10082200140001 | Ladda upp en bild av detta fornminne      |
| Högby 14:2                      | Stensättning                     |              | Högby, Öland        |       | 57.206573, 17.048139 | 10082200140002 | Ladda upp en bild av detta fornminne      |
| Högby 14:3                      | Stensättning                     |              | Högby, Öland        |       | 57.206623, 17.048310 | 10082200140003 | Ladda upp en bild av detta fornminne      |
| Högby 15:1                      | Gravfält                         |              | Högby, Öland        |       | 57.205796, 17.019016 | 10082200150001 | Ladda upp en bild av detta fornminne      |
| Högby 18:1                      | Husgrund, förhistorisk/medeltida |              | Högby, Öland        |       | 57.207004, 17.024624 | 10082200180001 | Ladda upp en bild av detta fornminne      |
| Högby 19:1                      | Husgrund, förhistorisk/medeltida |              | Högby, Öland        |       | 57.208428, 17.025620 | 10082200190001 | Ladda upp en bild av detta fornminne      |
| Högby 19:5                      | Stensättning                     |              | Högby, Öland        |       | 57.208415, 17.026854 | 10082200190005 | Ladda upp en bild av detta fornminne      |
| Högby 19:6                      | Stensättning                     |              | Högby, Öland        |       | 57.208250, 17.027305 | 10082200190006 | Ladda upp en bild av detta fornminne      |
| Högby 19:7                      | Stensättning                     |              | Högby, Öland        |       | 57.208260, 17.027517 | 10082200190007 | Ladda upp en bild av detta fornminne      |
| Högby 20:1                      | Husgrund, förhistorisk/medeltida |              | Högby, Öland        |       | 57.211267, 17.025397 | 10082200200001 | Ladda upp en bild av detta fornminne      |
| Högby 21:1                      | Husgrund, förhistorisk/medeltida |              | Högby, Öland        |       | 57.217475, 17.016795 | 10082200210001 | Ladda upp en bild av detta fornminne      |
| Högby 22:1                      | Fornborg                         |              | Högby, Öland        |       | 57.203219, 16.990848 | 10082200220001 | Ladda upp en bild av detta fornminne      |
| Högby 23:1                      | Fornborg                         |              | Högby, Öland        |       | 57.210876, 16.990147 | 10082200230001 | Ladda upp en bild av detta fornminne      |
| Klosterholmen (Högby 24:1)      | Borg                             |              | Högby, Öland        |       | 57.197008, 16.938659 | 10082200240001 | Ladda upp en till bild av detta fornminne |
| Högby 25:1                      | Gravfält                         |              | Högby, Öland        |       | 57.213350, 16.950690 | 10082200250001 | Ladda upp en bild av detta fornminne      |
| Högby 26:1                      | Stenkrets                        |              | Högby, Öland        |       | 57.192560, 16.922826 | 10082200260001 | Ladda upp en bild av detta fornminne      |
| Högby 26:2                      | Stenkrets                        |              | Högby, Öland        |       | 57.192555, 16.922656 | 10082200260002 | Ladda upp en bild av detta fornminne      |
| Högby 26:4                      | Stenkrets                        |              | Högby, Öland        |       | 57.192385, 16.921763 | 10082200260004 | Ladda upp en bild av detta fornminne      |
| Högby 27:1                      | Röse                             |              | Högby, Öland        |       | 57.202237, 16.909181 | 10082200270001 | Ladda upp en bild av detta fornminne      |
| Högby 29:1                      | Gravfält                         |              | Högby, Öland        |       | 57.190118, 16.922203 | 10082200290001 | Ladda upp en bild av detta fornminne      |
| Högby 30:1                      | Röse                             |              | Högby, Öland        |       | 57.192580, 16.903667 | 10082200300001 | Ladda upp en bild av detta fornminne      |
| Högby 30:2                      | Stenkistgrav                     |              | Högby, Öland        |       | 57.192868, 16.903283 | 10082200300002 | Ladda upp en bild av detta fornminne      |
| Högby 32:1                      | Stensättning                     |              | Högby, Öland        |       | 57.190426, 16.907519 | 10082200320001 | Ladda upp en bild av detta fornminne      |
| Högby 32:2                      | Stensättning                     |              | Högby, Öland        |       | 57.190590, 16.907134 | 10082200320002 | Ladda upp en bild av detta fornminne      |
| Högby 33:1                      | Röse                             |              | Högby, Öland        |       | 57.187140, 16.910191 | 10082200330001 | Ladda upp en bild av detta fornminne      |
| Högby 34:1                      | Stensättning                     |              | Högby, Öland        |       | 57.186044, 16.910278 | 10082200340001 | Ladda upp en bild av detta fornminne      |
| Högby 34:2                      | Stensättning                     |              | Högby, Öland        |       | 57.185850, 16.910294 | 10082200340002 | Ladda upp en bild av detta fornminne      |
| Högby 35:1                      | Stensättning                     |              | Högby, Öland        |       | 57.182359, 16.912741 | 10082200350001 | Ladda upp en bild av detta fornminne      |
| Högby 36:1                      | Röse                             |              | Högby, Öland        |       | 57.183911, 16.914558 | 10082200360001 | Ladda upp en bild av detta fornminne      |
| Högby 37:1                      | Röse                             |              | Högby, Öland        |       | 57.187667, 16.912975 | 10082200370001 | Ladda upp en bild av detta fornminne      |
| Högby 38:1                      | Röse                             |              | Högby, Öland        |       | 57.188870, 16.911189 | 10082200380001 | Ladda upp en bild av detta fornminne      |
| Högby 38:2                      | Röse                             |              | Högby, Öland        |       | 57.188977, 16.911009 | 10082200380002 | Ladda upp en bild av detta fornminne      |
| Högby 39:1                      | Gravfält                         |              | Högby, Öland        |       | 57.185177, 16.930155 | 10082200390001 | Ladda upp en bild av detta fornminne      |
| Högby 40:1                      | Husgrund, förhistorisk/medeltida |              | Högby, Öland        |       | 57.187141, 16.932922 | 10082200400001 | Ladda upp en bild av detta fornminne      |
| Högby 44:1                      | Grav markerad av sten/block      |              | Högby, Öland        |       | 57.160725, 16.923532 | 10082200440001 | Ladda upp en bild av detta fornminne      |
| Högby 45:1                      | Stensättning                     |              | Högby, Öland        |       | 57.161866, 16.923936 | 10082200450001 | Ladda upp en bild av detta fornminne      |
| Högby 45:2                      | Stensättning                     |              | Högby, Öland        |       | 57.161803, 16.924201 | 10082200450002 | Ladda upp en bild av detta fornminne      |
| Högby 48:1                      | Stensättning                     |              | Högby, Öland        |       | 57.168424, 16.929436 | 10082200480001 | Ladda upp en bild av detta fornminne      |
| Högby 49:1                      | Gravfält                         |              | Högby, Öland        |       | 57.168242, 16.933762 | 10082200490001 | Ladda upp en bild av detta fornminne      |
| Högby 49:2                      | Gravfält                         |              | Högby, Öland        |       | 57.167347, 16.934198 | 10082200490002 | Ladda upp en bild av detta fornminne      |
| Högby 50:1                      | Husgrund, förhistorisk/medeltida |              | Högby, Öland        |       | 57.161954, 16.933161 | 10082200500001 | Ladda upp en bild av detta fornminne      |
| Högby 50:2                      | Husgrund, förhistorisk/medeltida |              | Högby, Öland        |       | 57.161830, 16.933021 | 10082200500002 | Ladda upp en bild av detta fornminne      |
| Högby 51:1                      | Gravfält                         |              | Högby, Öland        |       | 57.162359, 16.939369 | 10082200510001 | Ladda upp en bild av detta fornminne      |
| Högby 51:2                      | Stensättning                     |              | Högby, Öland        |       | 57.163473, 16.937962 | 10082200510002 | Ladda upp en bild av detta fornminne      |
| Högby 51:3                      | Stensättning                     |              | Högby, Öland        |       | 57.163168, 16.938534 | 10082200510003 | Ladda upp en bild av detta fornminne      |
| Högby 55:1                      | Husgrund, förhistorisk/medeltida |              | Högby, Öland        |       | 57.176995, 16.924894 | 10082200550001 | Ladda upp en bild av detta fornminne      |
| Högby 56:1                      | Stensättning                     |              | Högby, Öland        |       | 57.180755, 16.929845 | 10082200560001 | Ladda upp en bild av detta fornminne      |
| Högby 57:1                      | Stensättning                     |              | Högby, Öland        |       | 57.172703, 16.932040 | 10082200570001 | Ladda upp en bild av detta fornminne      |
| Högby 57:2                      | Röse                             |              | Högby, Öland        |       | 57.172884, 16.932319 | 10082200570002 | Ladda upp en bild av detta fornminne      |
| Högby 57:3                      | Röse                             |              | Högby, Öland        |       | 57.173311, 16.932865 | 10082200570003 | Ladda upp en bild av detta fornminne      |
| Högby 57:4                      | Grav markerad av sten/block      |              | Högby, Öland        |       | 57.173295, 16.933109 | 10082200570004 | Ladda upp en bild av detta fornminne      |
| Högby 57:5                      | Stensättning                     |              | Högby, Öland        |       | 57.173460, 16.932858 | 10082200570005 | Ladda upp en bild av detta fornminne      |
| Högby 58:1                      | Husgrund, förhistorisk/medeltida |              | Högby, Öland        |       | 57.178325, 16.937949 | 10082200580001 | Ladda upp en bild av detta fornminne      |
| Högby 58:2                      | Husgrund, förhistorisk/medeltida |              | Högby, Öland        |       | 57.178125, 16.937785 | 10082200580002 | Ladda upp en bild av detta fornminne      |
| Högby 58:3                      | Husgrund, förhistorisk/medeltida |              | Högby, Öland        |       | 57.180012, 16.936094 | 10082200580003 | Ladda upp en bild av detta fornminne      |
| Högby 58:4                      | Husgrund, förhistorisk/medeltida |              | Högby, Öland        |       | 57.180081, 16.936170 | 10082200580004 | Ladda upp en bild av detta fornminne      |
| Högby 58:5                      | Husgrund, förhistorisk/medeltida |              | Högby, Öland        |       | 57.179752, 16.933125 | 10082200580005 | Ladda upp en bild av detta fornminne      |
| Högby 58:6                      | Husgrund, förhistorisk/medeltida |              | Högby, Öland        |       | 57.178109, 16.934558 | 10082200580006 | Ladda upp en bild av detta fornminne      |
| Högby 58:7                      | Husgrund, förhistorisk/medeltida |              | Högby, Öland        |       | 57.178183, 16.934348 | 10082200580007 | Ladda upp en bild av detta fornminne      |
| Högby 61:1                      | Gravfält                         |              | Högby, Öland        |       | 57.178681, 16.939347 | 10082200610001 | Ladda upp en bild av detta fornminne      |
| Högby 61:2                      | Stensättning                     |              | Högby, Öland        |       | 57.178232, 16.939198 | 10082200610002 | Ladda upp en bild av detta fornminne      |
| Högby 62:1                      | Stensättning                     |              | Högby, Öland        |       | 57.175768, 16.939019 | 10082200620001 | Ladda upp en bild av detta fornminne      |
| Högby 63:1                      | Husgrund, förhistorisk/medeltida |              | Högby, Öland        |       | 57.172613, 16.948007 | 10082200630001 | Ladda upp en bild av detta fornminne      |
| Högby 64:1                      | Grav markerad av sten/block      |              | Högby, Öland        |       | 57.179014, 16.943881 | 10082200640001 | Ladda upp en bild av detta fornminne      |
| Högby 64:2                      | Grav markerad av sten/block      |              | Högby, Öland        |       | 57.178948, 16.944032 | 10082200640002 | Ladda upp en bild av detta fornminne      |
| Högby 66:1                      | Husgrund, förhistorisk/medeltida |              | Högby, Öland        |       | 57.178726, 16.948064 | 10082200660001 | Ladda upp en bild av detta fornminne      |
| Högby 69:1                      | Husgrund, förhistorisk/medeltida |              | Högby, Öland        |       | 57.179255, 16.945693 | 10082200690001 | Ladda upp en bild av detta fornminne      |
| Högby 69:2                      | Husgrund, förhistorisk/medeltida |              | Högby, Öland        |       | 57.180319, 16.947631 | 10082200690002 | Ladda upp en bild av detta fornminne      |
| Högby 69:3                      | Husgrund, förhistorisk/medeltida |              | Högby, Öland        |       | 57.180356, 16.947873 | 10082200690003 | Ladda upp en bild av detta fornminne      |
| Högby 70:1                      | Stensättning                     |              | Högby, Öland        |       | 57.177816, 16.945176 | 10082200700001 | Ladda upp en bild av detta fornminne      |
| Högby 71:1                      | Husgrund, förhistorisk/medeltida |              | Högby, Öland        |       | 57.163931, 16.953217 | 10082200710001 | Ladda upp en bild av detta fornminne      |
| Högby 72:1                      | Husgrund, förhistorisk/medeltida |              | Högby, Öland        |       | 57.157230, 16.951406 | 10082200720001 | Ladda upp en bild av detta fornminne      |
| Högby 72:2                      | Husgrund, förhistorisk/medeltida |              | Högby, Öland        |       | 57.157645, 16.954269 | 10082200720002 | Ladda upp en bild av detta fornminne      |
| Högby 74:1                      | Husgrund, förhistorisk/medeltida |              | Högby, Öland        |       | 57.159747, 16.952570 | 10082200740001 | Ladda upp en bild av detta fornminne      |
| Högby 75:1                      | Stensättning                     |              | Högby, Öland        |       | 57.157718, 16.940943 | 10082200750001 | Ladda upp en bild av detta fornminne      |
| Högby 75:2                      | Stensättning                     |              | Högby, Öland        |       | 57.157763, 16.941175 | 10082200750002 | Ladda upp en bild av detta fornminne      |
| Högby 76:1                      | Husgrund, förhistorisk/medeltida |              | Högby, Öland        |       | 57.151855, 16.943343 | 10082200760001 | Ladda upp en bild av detta fornminne      |
| Högby 76:2                      | Husgrund, förhistorisk/medeltida |              | Högby, Öland        |       | 57.151958, 16.942951 | 10082200760002 | Ladda upp en bild av detta fornminne      |
| Högby 78:1                      | Husgrund, förhistorisk/medeltida |              | Högby, Öland        |       | 57.148471, 16.949589 | 10082200780001 | Ladda upp en bild av detta fornminne      |
| Högby 79:1                      | Husgrund, förhistorisk/medeltida |              | Högby, Öland        |       | 57.148483, 16.952235 | 10082200790001 | Ladda upp en bild av detta fornminne      |
| Högby 79:2                      | Husgrund, förhistorisk/medeltida |              | Högby, Öland        |       | 57.148405, 16.952327 | 10082200790002 | Ladda upp en bild av detta fornminne      |
| Högby 79:3                      | Husgrund, förhistorisk/medeltida |              | Högby, Öland        |       | 57.148485, 16.953822 | 10082200790003 | Ladda upp en bild av detta fornminne      |
| Högby 81:1                      | Husgrund, förhistorisk/medeltida |              | Högby, Öland        |       | 57.176863, 16.959150 | 10082200810001 | Ladda upp en bild av detta fornminne      |
| Högby 82:1                      | Husgrund, förhistorisk/medeltida |              | Högby, Öland        |       | 57.148028, 16.955872 | 10082200820001 | Ladda upp en bild av detta fornminne      |
| Högby 82:2                      | Husgrund, förhistorisk/medeltida |              | Högby, Öland        |       | 57.147802, 16.955425 | 10082200820002 | Ladda upp en bild av detta fornminne      |
| Högby 82:3                      | Husgrund, förhistorisk/medeltida |              | Högby, Öland        |       | 57.147786, 16.955710 | 10082200820003 | Ladda upp en bild av detta fornminne      |
| Högby 83:1                      | Husgrund, förhistorisk/medeltida |              | Högby, Öland        |       | 57.158733, 16.969489 | 10082200830001 | Ladda upp en bild av detta fornminne      |
| Högby 103:1                     | Gravfält                         |              | Högby, Öland        |       | 57.164847, 17.012654 | 10082201030001 | Ladda upp en bild av detta fornminne      |
| Högby 103:2                     | Grav markerad av sten/block      |              | Högby, Öland        |       | 57.165094, 17.013034 | 10082201030002 | Ladda upp en bild av detta fornminne      |
| Högby 103:3                     | Grav markerad av sten/block      |              | Högby, Öland        |       | 57.164366, 17.012642 | 10082201030003 | Ladda upp en bild av detta fornminne      |
| Högby 103:4                     | Grav markerad av sten/block      |              | Högby, Öland        |       | 57.164273, 17.012611 | 10082201030004 | Ladda upp en bild av detta fornminne      |
| Högby 103:5                     | Grav markerad av sten/block      |              | Högby, Öland        |       | 57.164072, 17.012675 | 10082201030005 | Ladda upp en bild av detta fornminne      |
| Högby 106:1                     | Gravfält                         |              | Högby, Öland        |       | 57.164543, 17.014255 | 10082201060001 | Ladda upp en bild av detta fornminne      |
| Högby 107:1                     | Grav markerad av sten/block      |              | Högby, Öland        |       | 57.163818, 17.022615 | 10082201070001 | Ladda upp en bild av detta fornminne      |
| Högby 107:2                     | Grav markerad av sten/block      |              | Högby, Öland        |       | 57.163714, 17.022610 | 10082201070002 | Ladda upp en bild av detta fornminne      |
| Gaxabacken (Högby 111:1)        | Gravfält                         |              | Högby, Öland        |       | 57.154226, 17.007338 | 10082201110001 | Ladda upp en bild av detta fornminne      |
| Gaxabacken (Högby 111:2)        | Stensättning                     |              | Högby, Öland        |       | 57.154707, 17.006959 | 10082201110002 | Ladda upp en bild av detta fornminne      |
| Högby 115:1                     | Husgrund, förhistorisk/medeltida |              | Högby, Öland        |       | 57.137359, 17.012456 | 10082201150001 | Ladda upp en bild av detta fornminne      |
| Högby 115:2                     | Husgrund, förhistorisk/medeltida |              | Högby, Öland        |       | 57.137095, 17.011984 | 10082201150002 | Ladda upp en bild av detta fornminne      |
| Högby 115:3                     | Husgrund, förhistorisk/medeltida |              | Högby, Öland        |       | 57.136750, 17.012028 | 10082201150003 | Ladda upp en bild av detta fornminne      |
| Högby 115:4                     | Röse                             |              | Högby, Öland        |       | 57.136900, 17.011563 | 10082201150004 | Ladda upp en bild av detta fornminne      |
| Högby 115:5                     | Husgrund, förhistorisk/medeltida |              | Högby, Öland        |       | 57.136961, 17.010428 | 10082201150005 | Ladda upp en till bild av detta fornminne |
| Högby 117:1                     | Husgrund, förhistorisk/medeltida |              | Högby, Öland        |       | 57.137722, 17.007436 | 10082201170001 | Ladda upp en bild av detta fornminne      |
| Högby 120:1                     | Gravfält                         |              | Högby, Öland        |       | 57.133760, 17.008329 | 10082201200001 | Ladda upp en bild av detta fornminne      |
| Högby 124:1                     | Husgrund, förhistorisk/medeltida |              | Högby, Öland        |       | 57.141001, 17.002741 | 10082201240001 | Ladda upp en bild av detta fornminne      |
| Högby 124:2                     | Husgrund, förhistorisk/medeltida |              | Högby, Öland        |       | 57.141013, 17.002419 | 10082201240002 | Ladda upp en bild av detta fornminne      |
| Högby 124:3                     | Husgrund, förhistorisk/medeltida |              | Högby, Öland        |       | 57.141200, 17.002375 | 10082201240003 | Ladda upp en bild av detta fornminne      |
| Högby 124:4                     | Husgrund, förhistorisk/medeltida |              | Högby, Öland        |       | 57.141414, 17.001959 | 10082201240004 | Ladda upp en bild av detta fornminne      |
| Högby 124:5                     | Husgrund, förhistorisk/medeltida |              | Högby, Öland        |       | 57.141686, 17.001650 | 10082201240005 | Ladda upp en bild av detta fornminne      |
| Högby 126:1                     | Husgrund, förhistorisk/medeltida |              | Högby, Öland        |       | 57.152427, 16.982928 | 10082201260001 | Ladda upp en bild av detta fornminne      |
| Högby 126:2                     | Husgrund, förhistorisk/medeltida |              | Högby, Öland        |       | 57.152497, 16.982577 | 10082201260002 | Ladda upp en bild av detta fornminne      |
| Högby 127:1                     | Stensättning                     |              | Högby, Öland        |       | 57.154458, 16.980152 | 10082201270001 | Ladda upp en bild av detta fornminne      |
| Högby 127:2                     | Stensättning                     |              | Högby, Öland        |       | 57.154605, 16.980078 | 10082201270002 | Ladda upp en bild av detta fornminne      |
| Högby 127:3                     | Stensättning                     |              | Högby, Öland        |       | 57.154685, 16.979910 | 10082201270003 | Ladda upp en bild av detta fornminne      |
| Högby 128:1                     | Husgrund, förhistorisk/medeltida |              | Högby, Öland        |       | 57.147826, 16.976087 | 10082201280001 | Ladda upp en bild av detta fornminne      |
| Högby 129:1                     | Husgrund, förhistorisk/medeltida |              | Högby, Öland        |       | 57.150025, 16.968397 | 10082201290001 | Ladda upp en bild av detta fornminne      |
| Högby 129:2                     | Husgrund, förhistorisk/medeltida |              | Högby, Öland        |       | 57.149898, 16.968114 | 10082201290002 | Ladda upp en bild av detta fornminne      |
| Högby 131:1                     | Stensättning                     |              | Högby, Öland        |       | 57.147470, 16.965449 | 10082201310001 | Ladda upp en bild av detta fornminne      |
| Högby 132:1                     | Husgrund, förhistorisk/medeltida |              | Högby, Öland        |       | 57.145686, 16.965821 | 10082201320001 | Ladda upp en bild av detta fornminne      |
| Högby 133:1                     | Husgrund, förhistorisk/medeltida |              | Högby, Öland        |       | 57.156594, 16.973238 | 10082201330001 | Ladda upp en bild av detta fornminne      |
| Högby 136:1                     | Husgrund, förhistorisk/medeltida |              | Högby, Öland        |       | 57.159703, 16.982636 | 10082201360001 | Ladda upp en bild av detta fornminne      |
| Högby 138:1                     | Husgrund, förhistorisk/medeltida |              | Högby, Öland        |       | 57.166920, 16.970727 | 10082201380001 | Ladda upp en bild av detta fornminne      |
| Högby 138:2                     | Husgrund, förhistorisk/medeltida |              | Högby, Öland        |       | 57.167423, 16.970419 | 10082201380002 | Ladda upp en bild av detta fornminne      |
| Högby 138:3                     | Husgrund, förhistorisk/medeltida |              | Högby, Öland        |       | 57.167390, 16.969936 | 10082201380003 | Ladda upp en bild av detta fornminne      |
| Högby 139:1                     | Husgrund, förhistorisk/medeltida |              | Högby, Öland        |       | 57.156342, 16.954921 | 10082201390001 | Ladda upp en bild av detta fornminne      |
| Högby 140:1                     | Husgrund, förhistorisk/medeltida |              | Högby, Öland        |       | 57.150291, 16.952049 | 10082201400001 | Ladda upp en bild av detta fornminne      |
| Högby 140:2                     | Husgrund, förhistorisk/medeltida |              | Högby, Öland        |       | 57.150418, 16.952255 | 10082201400002 | Ladda upp en bild av detta fornminne      |
| Högby 150:1                     | Stensättning                     |              | Högby, Öland        |       | 57.205246, 16.926368 | 10082201500001 | Ladda upp en bild av detta fornminne      |
| Högby 150:2                     | Stensättning                     |              | Högby, Öland        |       | 57.205117, 16.926633 | 10082201500002 | Ladda upp en bild av detta fornminne      |
| Högby 157:1                     | Gravfält                         |              | Högby, Öland        |       | 57.149328, 16.974709 | 10082201570001 | Ladda upp en bild av detta fornminne      |
| Högby 159:1                     | Röse                             |              | Högby, Öland        |       | 57.147754, 16.970578 | 10082201590001 | Ladda upp en bild av detta fornminne      |
| Högby 166:1                     | Röse                             |              | Högby, Öland        |       | 57.152341, 16.964659 | 10082201660001 | Ladda upp en bild av detta fornminne      |
| Högby 167:2                     | Stensättning                     |              | Högby, Öland        |       | 57.151733, 16.966347 | 10082201670002 | Ladda upp en bild av detta fornminne      |
| Högby 177:1                     | Grav markerad av sten/block      |              | Högby, Öland        |       | 57.163475, 17.023500 | 10082201770001 | Ladda upp en bild av detta fornminne      |
| Högby 179:1                     | Stensättning                     |              | Högby, Öland        |       | 57.162497, 16.923648 | 10082201790001 | Ladda upp en bild av detta fornminne      |
| Högby 179:2                     | Stensättning                     |              | Högby, Öland        |       | 57.162393, 16.923651 | 10082201790002 | Ladda upp en bild av detta fornminne      |
| Högby 202:1                     | Stenkammargrav                   |              | Högby, Öland        |       | 57.193629, 17.039098 | 10082202020001 | Ladda upp en bild av detta fornminne      |
| Högby 203:1                     | Stensättning                     |              | Högby, Öland        |       | 57.191071, 17.024283 | 10082202030001 | Ladda upp en bild av detta fornminne      |
| Högby 204:1                     | Gravfält                         |              | Högby, Öland        |       | 57.199546, 17.025048 | 10082202040001 | Ladda upp en bild av detta fornminne      |
| Högby 205:1                     | Stensättning                     |              | Högby, Öland        |       | 57.197260, 17.027772 | 10082202050001 | Ladda upp en bild av detta fornminne      |
| Högby 207:1                     | Gravfält                         |              | Högby, Öland        |       | 57.208519, 17.017654 | 10082202070001 | Ladda upp en bild av detta fornminne      |
| Högby 221:1                     | Röse                             |              | Högby, Öland        |       | 57.203231, 16.910777 | 10082202210001 | Ladda upp en bild av detta fornminne      |